# العلاقات الإيطالية المالطية
العلاقات الإيطالية المالطية هي العلاقات الثنائية التي تجمع بين إيطاليا ومالطا.

## مقارنة بين البلدين
هذه مقارنة عامة ومرجعية للدولتين:
| وجه المقارنة                                              | إيطاليا                                                  | مالطا                                                     |
| --------------------------------------------------------- | -------------------------------------------------------- | --------------------------------------------------------- |
| المساحة (كم2)                                             | 301.34 ألف                                               | 316                                                       |
| عدد السكان (نسمة)                                         | 60.60 مليون                                              | 465.29 ألف                                                |
| الكثافة السكانية (ن./كم²)                                 | 201.1                                                    | 147.24 ألف                                                |
| العاصمة                                                   | روما، فلورنسا، تورينو                                    | فاليتا                                                    |
| اللغة الرسمية                                             | اللغة الإيطالية                                          | اللغة المالطية، لغة إنجليزية                              |
| العملة                                                    | يورو، ليرة إيطالية                                       | يورو، ليرة مالطية                                         |
| الناتج المحلي الإجمالي (بليون دولار)                      | 1.93 تريليون                                             | 12.54 مليار                                               |
| الناتج المحلي الإجمالي (تعادل القوة الشرائية) بليون دولار | 2.26 تريليون                                             | 14.68 مليار                                               |
| الناتج المحلي الإجمالي الاسمي للفرد دولار أمريكي          | 29.96 ألف                                                | 22.60 ألف                                                 |
| الناتج المحلي الإجمالي للفرد دولار أمريكي                 | 35.46 ألف                                                |                                                           |
| مؤشر التنمية البشرية                                      | 0.873                                                    | 0.839                                                     |
| رمز المكالمات الدولي                                      | +39                                                      | +356                                                      |
| رمز الإنترنت                                              | .it                                                      | .mt                                                       |
| المنطقة الزمنية                                           | توقيت وسط أوروبا، ت ع م+01:00، ت ع م+02:00، أوروبا/روما ‏ | توقيت وسط أوروبا، ت ع م+01:00، ت ع م+02:00، أوروبا/مالطا ‏ |

## مدن متوأمة
في ما يلي قائمة باتفاقيات التوأمة بين مدن إيطالية ومالطية:
- ترتبط Paola, Calabria [الإنجليزية]‏ مع باولا باتفاقية توأمة.
- ترتبط كاسينو مع سنجليا باتفاقية توأمة منذ 1969.
- ترتبط Mornago [الإنجليزية]‏ مع ناكسار باتفاقية توأمة.
- ترتبط بافينو مع الناظور [الإنجليزية]‏ باتفاقية توأمة.
- ترتبط كافريجليا مع مليحة باتفاقية توأمة.
- ترتبط Nobile Contrada dell'Aquila  [لغات أخرى]‏ مع فاليتا باتفاقية توأمة.
- ترتبط أجيرا مع رحل الزبوج [الإنجليزية]‏ باتفاقية توأمة.
- ترتبط فارا سان مارتينو مع سنجليا باتفاقية توأمة.
- ترتبط كولي أومبرتو مع سانت لورانس باتفاقية توأمة.
- ترتبط Longobardi, Calabria [الإنجليزية]‏ مع بيركيركارا باتفاقية توأمة.
- ترتبط فيتوريا مع السجاوي [الإنجليزية]‏ باتفاقية توأمة.
- ترتبط Pieve Emanuele [الإنجليزية]‏ مع عطار باتفاقية توأمة.
- ترتبط أورفييتو مع كرجم [الإنجليزية]‏ باتفاقية توأمة.[15][16]
- ترتبط لانتشانو مع القلعة [الإنجليزية]‏ باتفاقية توأمة.
- ترتبط تولفا مع عين سالم [الإنجليزية]‏ باتفاقية توأمة.
- ترتبط بيازونيانو مع سانات [الإنجليزية]‏ باتفاقية توأمة.
- ترتبط بيلاجيو مع مارساسكالا باتفاقية توأمة.
- ترتبط نيكيلينو مع الرباط باتفاقية توأمة.
- ترتبط بينيفنتو مع غودش باتفاقية توأمة.
- ترتبط تشلانو مع الزيتون باتفاقية توأمة.
- ترتبط إنا مع الغرب [الإنجليزية]‏ باتفاقية توأمة.
- ترتبط أوفندولي مع ترزين باتفاقية توأمة.
- ترتبط كوليتورتو مع زغواجرا [الإنجليزية]‏ باتفاقية توأمة.
- ترتبط كاربينيتو رومانو مع حمرون [الإنجليزية]‏ باتفاقية توأمة.
- ترتبط فيلاباتي مع جبار [الإنجليزية]‏ باتفاقية توأمة.
- ترتبط طبرنة مع الزريق باتفاقية توأمة.
- ترتبط Castelvenere [الإنجليزية]‏ مع شوكية باتفاقية توأمة.
- ترتبط رغوس مع الموسطة [الإنجليزية]‏ باتفاقية توأمة.

## منظمات دولية مشتركة
يشترك البلدان في عضوية مجموعة من المنظمات الدولية، منها:
| علم المنظمة | اسم المنظمة                               | تاريخ انضمام إيطاليا | تاريخ انضمام مالطا |
| ----------- | ----------------------------------------- | -------------------- | ------------------ |
|             | مجلس أوروبا                               | 5 مايو 1949          | ?                  |
|             | منظمة التجارة العالمية                    | 1995                 | ?                  |
|             | المنظمة الأوروبية لسلامة الملاحة الجوية   | 1996                 | 1989               |
|             | الاتحاد البريدي العالمي                   | ?                    | ?                  |
|             | الاتحاد الأوروبي                          | 25 مارس 1957         | 1 مايو 2004        |
|             | مجموعة الموردين النوويين                  | ?                    | ?                  |
|             | يونسكو                                    | ?                    | 10 فبراير 1965     |
|             | الفريق المعني برصد الأرض                  | ?                    | ?                  |
|             | مؤسسة التمويل الدولية                     | 27 ديسمبر 1956       | 1 يونيو 2005       |
|             | المركز الدولي لتسوية المنازعات الاستشارية | 28 أبريل 1971        | 3 ديسمبر 2003      |
|             | منظمة حظر الأسلحة الكيميائية              | ?                    | ?                  |
|             | مجموعة أستراليا                           | 1985                 | 2004               |
|             | منظمة الأمن والتعاون في أوروبا            | 25 يونيو 1973        | 25 يونيو 1973      |
|             | وكالة ضمان الاستثمار متعدد الأطراف        | 29 أبريل 1988        | 12 سبتمبر 1990     |
|             | الاتحاد الدولي للاتصالات                  | 1866                 | 1965               |
|             | منظمة الشرطة الجنائية الدولية             | ?                    | ?                  |
|             | الأمم المتحدة                             | 14 ديسمبر 1955       | 1 ديسمبر 1964      |
|             | البنك الدولي للإنشاء والتعمير             | 27 مارس 1947         | 26 سبتمبر 1983     |
|             | المنظمة الهيدروغرافية الدولية             | ?                    | ?                  |

## أعلام
هذه قائمة لبعض الشخصيات التي تربطها علاقات بالبلدين:
- إدوج فينش (24 ديسمبر 1948 – )

## وصلات خارجية
- موقع وزارة الخارجية الإيطالية
- موقع وزارة الخارجية المالطية